# ولسوالی ارغنج‌خواه
ولسوالی اَرغَنج‌خواه یکی از ولسوالی‌های ۲۸ گانه ولایت بدخشان در افغانستان است. این ولسوالی در سال ۱۳۷۴ خورشیدی از ساحات مرکزی فیض آباد، ولسوالی بهارک و ولسوالی شغنان جدا گردید که بطرف شرق مرکز ولایت شهر فیض آباد متصل ساحات مرکزی موقعیت دارد و ساحه شیوه که تفریح‌گاه تابستانی مردم و مالچر بسیاری از مردم مالدار می‌باشد در این ولسوالی می‌باشد. جمعیت این ناحیه درسال ۱۳۹۹نزدیک به تعدادی ۳۴۰۰۰نفراعلام شده‌است.

## روستاها[۲]
| ۱  | مرغک          | ۱۳ | وران شهرپایان | ۲۵ | آریان      | ۳۷ | تاق ارچه      |
| ۲  | غله دره بالا  | ۱۴ | وران شهر بالا | ۲۶ | زبچ گیخا   | ۳۸ | کمر سیغان     |
| ۳  | غله دره پایان | ۱۵ | نوآباد        | ۲۷ | غاویله     | ۳۹ | دوزخ دره      |
| ۴  | کولانی        | ۱۶ | لکیو          | ۲۸ | گماو       | ۴۰ | سر سنگ        |
| ۵  | بانیو         | ۱۷ | دشت پنگ       | ۲۹ | دولت شاهی  | ۴۱ | قلعه مرزا شاه |
| ۶  | خمبیو بالا    | ۱۸ | سندره         | ۳۰ | سید دره    | ۴۲ | کلوچ دوآب     |
| ۷  | خمبیو پایان   | ۱۹ | جنگلک         | ۳۱ | زنجیر کعبه | ۴۳ | دوآب          |
| ۸  | سلیمایت       | ۲۰ | رزان          | ۳۳ | خینخ       | ۴۴ | پل زریوان     |
| ۹  | خان آقا       | ۲۱ | دشت شمیره     | ۳۳ | بادود      | ۴۵ | شاخ دره       |
| ۱۰ | تگابک         | ۲۲ | ماردره        | ۳۴ | ریپس       | ۴۶ | دادغلی        |
| ۱۱ | استرج         | ۲۳ | ورنیل         | ۳۵ | اندراب     |    |               |
| ۱۲ | نعمت‌آباد      | ۲۴ | تخصاب         | ۳۶ | خطیف       |    |               |